# Омару (река)
Омару (яп. 小丸川 омаругава) — река в Японии на острове Кюсю. Протекает по территории префектуры Миядзаки.
Исток Омару находится под горой Самбодаке (三方岳, высотой 1479 м), на территории села Сииба. После того, как в неё впадают Догава (渡川) и другие притоки, она выходит на равнину Кидзё. В низовьях в неё впадают реки Мията и Кирихара, после чего она впадает в море Хюга-Нада.
Длина реки составляет 75 км, на территории её бассейна (474 км²) проживает 30 828 человек. Согласно японской классификации, Омару является рекой первого класса.
Уклон реки в верховьях составляет около 1/100, а в низовьях — 1/2000. Среднегодовая норма осадков в бассейне реки составляет 3300 мм. Около 87 % бассейна реки занимает природная растительность, около 10 % — сельскохозяйственные земли, около 3 % застроено.
На реке и её притоках расположены плотины Догава (на реке Догава), Мацуо, Тодзаки и Кавабару. Самые крупные из них — Мацуо и Догава, объёмом, соответственно, в 45,20x106м³ и 33,90x106м³. В 2007—2011 годах была введена в эксплуатацию ГАЭС Омаругава, для которой были возведены плотины Осэути и Канасуми, образующие верхнее водохранилище, и плотина Исикаваути, образующая нижнее.